# Stuxnet
Stuxnet je računalniški črv, ki naj bi bil zgrajen leta 2010 kot spletno orožje s strani Američanov in Izraelcev. Nemška ekipa, pod vodstvom Ralph Langerja je ugotovila da gre za črva, ki je zdaj znan kot Stuxnet. 
Računalniški črv je v računalništvu tip zlonamerne programske opreme, ki se od virusa razlikuje v tem, da se lahko razmnožuje sam, brez prenašanja delov gostitelja. To pomeni, da zna samodejno preslepiti uporabnika, da ga požene.

### Način delovanja
POSTOPEK:
1. OKUŽBA: Stuxnet vstopi v sistem preko USB ključa z namenom okužbe vseh operacijskih sistemov Microsoft Windows. Z digitalnim potrdilom, za katerega se zdi, da prihaja iz zanesljivega podjetja, ima črv možnost, da se na tak način izogne avtomatski detekciji.
2. ISKANJE: Stuxnet nato preveri ali je določena naprava del njegovega cilja – industrijskega nadzornega sistema Siemens. Takšni sistemi so razporejeni v Iranu in z njimi Iran bogati z jedrskim gorivom.
3. POSODOBITEV: Če sistem na katerega Stuxnet pride ni njegov cilj, ta ne stori ničesar. V primeru da pride v pravi sistem, poskuša dostopati do interneta in prenesti novejše različice nase.
4. KOMPROMIS: Črv nato ogroža krmilnike ciljnega sistema, ki izkoriščajo ranljivosti programske opreme, ki niso bile ugotovljene s strani varnostnih strokovanjakov.
5. NADZOR: Na začetku, stuxnet vohuni o poslovanju ciljnega sistema. Potem podatke, ki jih je pridobil, uporabi tako, da prevzame nadzor nad centrifugami/objekti in tako poskrbi za neuspeh sistemov.
6. GOLJUFANJE IN UNIČENJE: Stuxnet poskrbi tudi za to, da sistem daje napačne informacije zunanjim kontrolorjem in tako ti ne vedo, kaj gre narobe, dokler ni prepozno, da bi lahko kakor koli popravili stvar.

#### Storilec in žrtve
Računalniški črv Stuxnet se je pojavil kot prvo digitalno orožje, ki je zapustilo digitalni svet, z namenom uničenja opreme, ki opravlja računalnik. Pojavljal se je v obliki posodabljanja računalnika. Prvi, ki je odkril virus, je bil inženir, ki je delal v jedrskem obratu Natanz. Prvi okuženi računalnik je bil prenosni računalnik, ki ga je kontrolni inženir za sisteme priključil na okužen računalnik. Prenosni računalnik se je tako okužil in osvobodil zlonamerni program, ki se je kasneje povezal z internetom. Tako se je računalniški črv začel širiti na vse računalnike, ki so se povezali s tem internetom.
Za izumitelja računalniškega črva so bili osumljeni Američani in Izraelci, ki bi naj naredili Stuxnet namerno, da bi škodovali jedrskemu obratu Natanz v Iranu.
Druga žrtev Stuxneta bi naj tudi bila Severna Koreja. Napad je bil zelo podoben kot v Iranu, saj imata oba jedrska obrata podoben progam ter tehnologijo. Vendar je bila sabotaža neuspešna saj je imela Severna Koreja višjo stopnjo varovanja tajnosti in neodvisnosti.
Najpogostejše žrtve Stuxneta so energetski proizvodi, kot so jedrski obrati, naftni obrati ipd.

## Značilnosti
To je bil eden najbolj celovitih kibernetskih napadov. Stuxnet ni pokvaril samo procesor, skril je svoje »delo« od upravljavcev. Zelo dolgo časa, iranski inženirji niso niti sumili da gre za kibernetski napad. Poleg tega pa do takrat črvi in virusi niso imeli vpliva na strojno opremo ampak vpliv na računalnik. Prejšnji kibernetski napadi so ostalo v digitalnem svetu, ter po navadi vključujejo tatvine, motnje ali manipulacije informacij. Stuxnet je vse to naredil, vendar je povzročil nekaj novega, fizične posledice.
Ranljivosti so povzročene z avtomatizacijo in digitalizacijo industrijskih nadzornih sistemov. Človeški dejavniki so prav tako pomembni kakor tehnični dejavniki.  Stuxnet je najverjetneje vstopil v najbolj občutljiv Natanzov objekt takrat, ko je iranski inženir povezal svoj računalnik z nadzornim sistemom. 
```
Glavni vir neuspeha v Natanzu so bili človeški dejavniki. Zakaj je prišlo do tega? Iranski operaterji in inženirji so bili slabo seznanjeni s kibernetskim ozaveščanjem o varnosti. Velika verjetnost je tudi, da je oseba, na katere računalnik je prišel Stuxnet bila povezana z napadalci.
```

##### Zaščita
Dandanes protivirusni program za ustavitev črva ne obstaja, saj se črv nahaja na internetnem omrežju. Preventivna zaščita pred računalnišim črvom je:
- računalnik mora imeti primerno fizično in logično ločitev med različnimi tipi omrežja
- programska oprema mora biti zapisana tako, da zazna neskladna dejanja
- privilegiji upravitelja bi morali biti zelo striktni in ločeni od skupnega omrežja tako, da bi uporabljali močna gesla in potrditvene tehnike, med njimi tudi biometrijo (prstni odtisi, skeniranje očesne mrežnice, prepoznava glasu,...)

Stuxnet je lahko zelo nevaren saj lahko povzroči fizično škodo opremi, računalniku , ljudem, zato se mu je priporočljivo izogniti že prej.